# Jutta Knobloch
Jutta Knobloch (verheiratete Presker-Knobloch, * 5. März 1952 in Klagenfurt) ist eine ehemalige österreichische Skirennläuferin. Im Jahr 1969 erreichte sie zwei Top-10-Platzierungen in Weltcup-Abfahrten.

## Biografie
Knobloch stand als Dreijährige erstmals auf Skiern und bestritt im Alter von neun Jahren ihr erstes Rennen. Als Jugendliche betrieb sie auch das Eiskunstlaufen wettkampfmäßig, zudem war sie Leichtathletin und Wasserskiläuferin. Bei der Union Klagenfurt begann sie Anfang der 1960er-Jahre mit regelmäßigem Skitraining. Schon als 15-Jährige wurde sie 1967 in den Nationalkader des Österreichischen Skiverbandes (ÖSV) aufgenommen, worauf sie zu Einsätzen in internationalen FIS-Rennen kam. Von Beginn an war die Abfahrt ihre stärkste Disziplin. Knobloch wurde 1968 in ihrer Altersklasse zweifache Österreichische Jugendmeisterin in Abfahrt und Riesenslalom und erreichte im selben Jahr ihre ersten internationalen Erfolge, als ihr vor allem bei den Rennen in Skandinavien mehrere Spitzenergebnisse gelangen, darunter der Sieg in der Abfahrt sowie der zweite Platz in der Kombination von Gällivare.
Ab dem Winter 1968/1969 kam Knobloch regelmäßig im Weltcup zum Einsatz. Den ersten Weltcuppunkt – damals nur für die besten zehn vergeben – gewann sie am 10. Jänner 1969 als Zehnte der Abfahrt der SDS-Rennen in Grindelwald. Drei Wochen später erreichte sie mit Platz fünf in der Abfahrt der Arlberg-Kandahar-Rennen in St. Anton am Arlberg ihr bestes Weltcupergebnis. Daneben gelangen ihr mehrere Weltcupplatzierungen knapp außerhalb der Top 10, etwa mit einem 14. Rang in der Abfahrt der Goldschlüsselrennen in Schruns, sowie ein vierter Platz in einer nicht zum Weltcup zählenden Abfahrt in Gröden. Den Abfahrtsweltcup 1968/69 beendete sie an zwölfter Position. Den folgenden Weltcupwinter 1969/70 begann Knobloch mit einem elften Platz in der Abfahrt von Grindelwald, doch wenig später beendete sie nach einer Schulterluxation bereits ihre noch junge Karriere.
Nach ihrem frühen Karriereende maturierte Knobloch am Realgymnasium in Klagenfurt. Sie absolvierte ein Medizinstudium und eröffnete eine Praxis für Allgemeinmedizin in Grafendorf bei Hartberg. Ihr Ehemann ist ebenfalls Arzt, das Paar hat drei Kinder.

## Erfolge

### Weltcup
- 2 Platzierungen unter den besten zehn

### Podestplätze in FIS-Rennen
- Sieg in der Abfahrt von Gällivare 1968
- Zweiter Platz in der Kombination von Gällivare 1968

## Auszeichnungen
Beste Dame bei den vom Sportpresseklub Kärnten durchgeführten Wahlen zum „Sportler des Jahres 1969“ (damals noch ohne Kategorisierung für Damen und Herren)